# العبر (ملحان)

تعديل مصدري - تعديل

العبر هي إحدى قرى عزلة بني مكار بمديرية ملحان التابعة لمحافظة المحويت، بلغ تعداد سكانها 103 نسمة حسب تعداد اليمن لعام 2004.